# Nurlat
Nurlat (ruski: Нурлат) je grad u Ruskoj Federaciji, u Tatarstanu.

## Položaj
Nalazi se na 54°26' sjeverne zemljopisne širine i 50°48' istočne zemljopisne dužine.
Grad se nalazi na obali rijeke Kondurče, pritoci rijeke Volge, 268 km od Kazana.
Grad se cijelim svojim ozemljem nalazi u Moskovskom vremenu.

## O gradu
Upravno je sjedište Nurlatskog rajona.
Trenutni gradonačelnik kolovoz 2006.) je Fatih Sibagatuljin.

## Povijest
Utemeljen je 1905. godine. 
Gradom je priznat 1961. godine.
Površine je 15,2 km četvorna.

## Stanovništvo
Broj stanovnika: 32,2 tisuće (2005.).

## Vanjske poveznice
- Nurlat u enciklopediji "Moj gorod"